# Cratere Jixi
Jixi è un cratere sulla superficie di Mathilde.